# Afronaumannia josephinae
Afronaumannia josephinae es un coleóptero de la familia Chrysomelidae.
Fue descrita científicamente por primera vez en 2005 por Steiner & Wagner.